# 3'-羟基紫檀芪
3'-羟基紫檀芪（也称为3',5'-二甲氧基-3,4-二羟基芪，3',5'-Dimethoxy-3,4-dihydroxystilbene	）是一种有机化合物，化学式C16H16O4，属于芪类化合物，存在于苦马豆（Sphaerophysa salsula）等植物中。